# شاهین دریا
شاهین دریا (انگلیسی: The Sea Hawk) رمانی از رافائل ساباتینی است که در سال ۱۹۱۵ منتشر شد. داستان بین سال‌های ۱۵۹۳-۱۵۸۸ می‌گذرد و به زندگی یک دریانورد نجیب‌زاده اهل کورنوال، الیور و حسادت برادر ناتنی‌اش به او می‌پردازد. او پس از آن‌که مجبور به کار در آشپزخانه یک کشتی به عنوان برده می‌شود، به دست دزدان دریایی آزاد می‌شود که نام کشتی‌شان، شاهین دریاست. او سوگند می‌خورد از برادرش انتقام بگیرد.
از روی این رمان یک اقتباس سینمایی به نام شاهین دریا (۱۹۲۴) ساخته شده است.